# Brestov nad Laborcom
Brestov nad Laborcom (in tedesco Brestau an der Labortz, in ungherese Laborcbér, in ruteno Berestiv) è un comune della Slovacchia facente parte del distretto di Medzilaborce, nella regione di Prešov.
Fu menzionato per la prima volta in un documento storico nel 1434 quando apparteneva ai conti Izbugyai. Nel XVI secolo passò ai Forgách e successivamente ai Pethő.